# Монтекрестезе
Монтекрестѐзе (на италиански: Montecrestese, на местен диалект: Muncresctes, Мункрещез) е село и община в Северна Италия, провинция Вербано-Кузио-Осола, регион Пиемонт. Разположено е на 486 m надморска височина. Населението на общината е 1241 души (към 2010 г.).